# Критон Пиерийски
Критон Пиерийски (на старогръцки: Κρίτων Πιεριώτης или , Πιερ(ι)εύς, Критон Пирейски или Пиреец, на латински: Crito Pieriota, Pieriotes, Pierius, Pierensis) е античен македонски гръцки историк от II век.

## Биография
Сведенията за Критон идват от енциклопедията „Суда“ от X век. Той е от Пиерия и е автор на исторически и описателни книги:
- „За Палене“ (Παλληνικά)
- „Основаването на Сиракуза“ (Συρακουσῶν κτίσις)
- „За Персия“ (Περσικά)
- „За Сицилия“ (Σικελικά)
- „Описание на Сиракуза“ (Συρακουσῶν περιήγησις)
- „За Македонското царство“ (Περὶ τῆς ἀρχῆς τῶν Μακεδόνων)[1]